# Buddenbrockia plumatellae
Buddenbrockia plumatellae é um animal parasita microscópico do filo Myxozoa.